# Turbomotors Abgastechnik
Die Turbomotors Abgastechnik GmbH (Turbo Motors Abgastechnik GmbH nach einer anderen Quelle) war ein deutscher Hersteller von Automobilen. Die Eigenschreibweise lautete TURBOMOTORS Abgastechnik GmbH.

## Unternehmensgeschichte
Horst Frischkorn gründete am 5. Dezember 1991 das Unternehmen Turbomotors Abgastechnik GmbH. Der Unternehmenssitz befand sich an der Puderbacher Straße 8 in Urbach. Hervorgegangen ist das Unternehmen aus der Turbo-motors, Gesellschaft für Turbo-Fahrzeugantriebe mbH. Deren ältester sichtbarer Eintrag im Handelsregister datiert vom 12. Juli 1986. Dieses Unternehmen wurde am 3. Dezember 1991 aufgelöst.
In den 1990er Jahren begann die Produktion von Automobilen. Der Markenname lautete entweder Sebring oder Sebring-Spyder. Verschiedene Zeitschriften berichteten 1995 über die hergestellten und zum Teil zugelassenen Fahrzeuge. So ist z. B. in der Ausgabe vom Oktober 1995 der Zeitschrift Gute Fahrt ein Fahrzeug mit Zulassung im Landkreis Ludwigsburg abgebildet. Angeboten wurden die Fahrzeuge ab spätestens Oktober 1995 bis zum Modelljahr 2006. Am 28. Juli 2007 wurde das Unternehmen aufgelöst.

## Weitere Unternehmen
Zwischen dem 20. Januar 2000 und dem 7. September 2005 gab es außerdem die Turbo-Motors Urbach GmbH. Zwischen dem 23. September 2004 und dem 19. Mai 2011 gab es die Turbo Motors AN GmbH. Die Verbindungen zur Turbomotors Abgastechnik GmbH sind nicht bekannt.

## Fahrzeuge
Das Unternehmen stellte Nachbildungen des Porsche RSK Spyder von 1957 her. Die Karosserieart war die eines offenen Zweisitzers. Die Karosserie bestand aus Kunststoff. Die Fahrzeughöhe betrug lediglich 81 cm. Eine Quelle nennt einen Neupreis von 30.000 DM, gibt allerdings nicht an, für welches Modell und in welchem Jahr dieser Preis galt.

### Basis VW
Bei den schwächer motorisierten Versionen fand ein gekürztes Fahrgestell vom VW Käfer Verwendung. Ein Vierzylinder-Boxermotor von VW sorgte für den Antrieb. Die Leistungsdaten reichten von 34 bis 60 PS.

### Modell RS
1997 ergänzte das stärker motorisierte Modell RS das Angebot. Dieses Modell verfügte über einen Rohrrahmen und Mittelmotor. Für den Antrieb sorgte ein Boxermotor von VW mit 2000 cm³ Hubraum, der durch zwei IHI-Turbolader aufgeladen 150 PS leistete. Der Neupreis betrug in den Modelljahren 1996 sowie 1998 bis 2000 ab 55.000 DM.

### Modellpflege
Für die Modelljahre ab 2003 ist angegeben, dass das Chassis des VW Käfers mit einem zusätzlichen Gitterrohrrahmen versehen wurde. Der Motor war zunächst noch in Fahrzeugmitte, aber ab Modelljahr 2005 im Heck montiert. Im Modelljahr 2005 betrug die maximale Motorleistung 200 PS.